# Bupleurum glumaceum
Bupleurum glumaceum là một loài thực vật có hoa trong họ Hoa tán. Loài này được Sm. mô tả khoa học đầu tiên năm 1806.